# Seznam puščav
To je seznam puščav razvrščenih po regijah sveta, v kateri se puščava nahaja:

## Afro-Evrazija

### Afrika
- Puščava Kalahari – puščava prekriva velik del   Botsvane, del   Namibije in del  JARa
- Puščava Namib – je puščava v današnji Namibiji
- Puščava Danakil – puščava leži v trikotniku Afar in zajema severovzhodno Etiopijo, južno Eritrejo in severozahodni Djibuti
- Puščava Chalbi – puščava v severni Keniji vzdolž meje z Etiopijo
- Sahara – afriška največja puščava in najbolj vroča puščava na svetu , ki prekriva velik del severne Afrike
  - Ténéré – puščava leži v severovzhodnem Nigru in zahodnem Čadu
  - Tanezrouft –puščava leži v severnem Maliju, severozahodnem Nigru in južni Alžiriji, zahodno od gorovja Ahagar
  - El Džouf – puščava, ki pokriva severovzhodno Mavretanijo in dele severozahodnega Malija
  - Puščava Džurab – puščava, ki pokriva severni osrednji Čad
  - Puščava Tin-Touma – puščava, ki pokriva jugovzhodni Niger, južno od Ténéréja
  - Libijska puščava (imenovana tudi Zahodna puščava]]) – pokriva  vzhodno Libijo in zahodni Egipt, zahodno od reke Nil
    - Bela puščava – pokriva zahodni del Egipta in je locirana v Farafra

  - Vzhodna puščava – pokriva vzhodni Egipt, vzhodno od reke Nil in dolino reke Nil
    - Nubijska puščava – pokriva severovzhodni Sudan med reko Nil in Rdečim morjem
    - Puščava Bajuda – puščava, ki pokriva vzhodni Sudan in je tik jugozahodno od Nubijske puščave

  - Sinajski polotok – je puščava locirana na Sinajskem polotoku v Egiptu
  - Atlantska obalna puščava – leži vzdolž zahodne obale Sahare in obsega ozek pas v Zahodni Sahari in Mavretaniji

### Evrazija

#### Azija
- Velika arabska puščava – puščavski kompleks na Arabskem polotoku obsega:
  - Puščava Al-Dahna
  - Rub al-Hali ali Pazna četrt
  - Puščava Nefud
  - Ramlat al-Sab`atayn
  - Vahiba
  - Negevska puščava – puščava leži v južnem Izraelu
  - Judejska puščava – leži v vzhodnem Izraelu in na Zahodnem bregu
- Puščava Čolistan – v Pakistanu
- Dašt-i-Margo - jugozahodni Afganistan
- Dašt-e Kavĩr – velika slana puščava v osrednjem Iranu
- Dašt-e Lut – slana puščava na SV Irana
- Gobi – puščava v Mongoliji in na Kitajskem
- Puščava v dolini Inda – leži v Pakistanu
- Puščava Karakum – velika puščava v  Srednji Aziji
- Puščava Karan – leži v Pakistanu
- Puščava Kizilkum – leži v Kazahstanu in Uzbekistanu
- Puščava Lop – je puščava na Kitajskem
- Puščava Ordos – leži v severni Kitajski
- Taklamakan – puščava na Kitajskem
- Puščava Tal – leži v Pakistanu
- Puščava Thar – leži v Indiji in Pakistanu
- Puščava Marandžab – leži v centralnem Iranu

#### Evropa
- Puščava Accona – polpuščava v centralni Italiji
- Bardenas Reales – polpuščava v Navari, Španija (455 km²)
- Puščava Błędów (Bledovska puščava) – Malopoljsko vojvodstvo, Poljska (32 km²)
- Deliblatska peščara – Vojvodina, Srbija (300 km²]
- Dungeness - prodna puščava leži v južnem Kentu,  Velika Britanija
- Islandsko višavje – notranji plato, Islandija; ni puščava glede na klimo, ampak zaradi dejstva, da padavine prodrejo v vulkansko zemljo tako hitro, da je zemljišče neplodno
- Ilhas Selvagens in Ilhas Desertas - dva manjša arhipelaga ležita med otokom Madeira, Portugalska in Kanarskimi otoki, Španija
- Larzac - polpuščava v Massif Central v Franciji
- Puščava Monegros – polpuščava - Aragónija, Španija
- Pesek Oleški –puščava v Ukrajini blizu Askania-Nova biosferni rezervat (15 km v premeru)
- Dezertifikacija Oltenia – puščava se razprostira okoli 80.000 ha ali 800 km² v Romunski zgodovinski provinci Oltenia[1]
- Piscinas - sipine v provinci Medio Campidano na Sardiniji, Italija
- Santorini in Anafi, oba otoka ležita v Egejskem morju, imata samo vroče puščavsko podnebje (BWH) v Evropi, glede na podnebno razvrstitev Koppen
- Puščava Tabernas – leži v provinci Almería, Španija (280 km²)

## Ameriki

### Severna Amerika
- Puščava Carcross
- Kalifornijska centralna dolina - dolina Sacramento na severu in dolina San Joaquin na jugu) - to področje je v veliki meri preoblikovano z namakalnimi kanali v kmetijske površine. Ima tehnično polsušno podnebje.
- Puščava Chihuahua
- Puščava Great Basin 
  - Puščava Mojave
  - Puščava Black Rock
- Puščava Pumice, ostanki toka vulkanskega pepela iz velikega izbruha vulkana Mount  Mazama[2]
- Sonorska puščava
  - Puščava Colorado
  - Gran Desierto de Altar
- Rdeča puščava (Wyoming) je visokogorska puščava in stepa in obsega približno 24.100 kilometrov2

### Južna Amerika
- Atacama – puščava v Čilu in Peruju
- Puščava La Guajira – v severni Kolumbiji in Venezueli
- Puščava Monte – Argentina, manjša puščava nad Patagonsko puščavo
- Patagonska puščava – največja puščava v Amerikah, leži v Argentini in Čilu
- Puščava Sechura – leži južno v regiji Piura, Peru
- Jalapão – puščavski park v Tocantinsu v Braziliji

## Oceanija

### Avstralija
- Centralna puščava – centralna Avstralija
- Puščava Gibson – centralna Avstralija
- Puščava Great Sandy – severozahodna avstralska puščava
- Puščava Great Victoria  – največja puščava v Avstraliji
- Puščava Little Sandy – zahodna avstralska puščava
- Puščava Simpson – centralna Avstralija
- Puščava Strzelecki – južno- centralna Avstralija
- Puščava Tanami  – severna avstralska puščava

### Nova Zelandija
- Puščava Rangipo – neplodna puščava-vulkanski plato na severnem otoku na Novi Zelandiji

## Polarne regije
- Antarktika – največja puščava na svetu [3]
- Arktika – druga največja "puščava" na svetu, ker gre za zamrznjen ocean, ni puščava v klasičnem pomenu
- Grenlandija – največja tundra
- Severnoameriška Arktika – velika tundra v Severni Ameriki
- Ruska Arktika – velika tundra v Rusiji